# Campeonato Mundial de Patinaje Artístico sobre Hielo de 1923
El XXI Campeonato Mundial de Patinaje Artístico se realizó en Viena (concurso masculino y femenino) entre el 27 y el 28 de enero y en Oslo (concurso femenino) entre el 20 y el 21 de enero de 1923 bajo la organización de la Unión Internacional de Patinaje sobre Hielo (ISU), la Federación Austriaca de Patinaje sobre Hielo y la Federación Noruega de Patinaje sobre Hielo. 

## Resultados

### Masculino
| Puesto | Nombre        | País    | Puntos |
| ------ | ------------- | ------- | ------ |
| Oro    | Fritz Kachler | Austria | 7      |
| Plata  | Willy Böckl   | Austria | 12     |
| Bronce | Gösta Sandahl | Suecia  | 16     |

### Femenino
| Puesto | Nombre           | País    | Puntos |
| ------ | ---------------- | ------- | ------ |
| Oro    | Herma Szabo      | Austria | 6      |
| Plata  | Gisela Reichmann | Austria | 12     |
| Bronce | Svea Noren       | Suecia  | 16     |

### Parejas
| Puesto | Nombre                                | País      | Puntos |
| ------ | ------------------------------------- | --------- | ------ |
| Oro    | Ludowika Jakobsson / Walter Jakobsson | Finlandia | 6,5    |
| Plata  | Alexia Bryn / Yngvar Bryn             | Noruega   | 10,5   |
| Bronce | Elna Henrikson / Kajaf Ekström        | Suecia    | 14     |

## Medallero
| Núm. | País      | Oro | Plata | Bronce | Total |
| ---- | --------- | --- | ----- | ------ | ----- |
| 1    | Austria   | 2   | 2     | 0      | 4     |
| 2    | Finlandia | 1   | 0     | 0      | 1     |
| 3    | Noruega   | 0   | 1     | 0      | 1     |
| 4    | Suecia    | 0   | 0     | 3      | 3     |
|      | TOTAL     | 3   | 3     | 3      | 9     |

| Predecesor: Suiza - Suecia 1922 | Campeonato Mundial de Patinaje Artístico sobre Hielo 1923 | Sucesor: Reino Unido - Noruega 1924 |

- Datos: Q695789